# Leichtathletik-Europameisterschaften 2018/800 m der Frauen

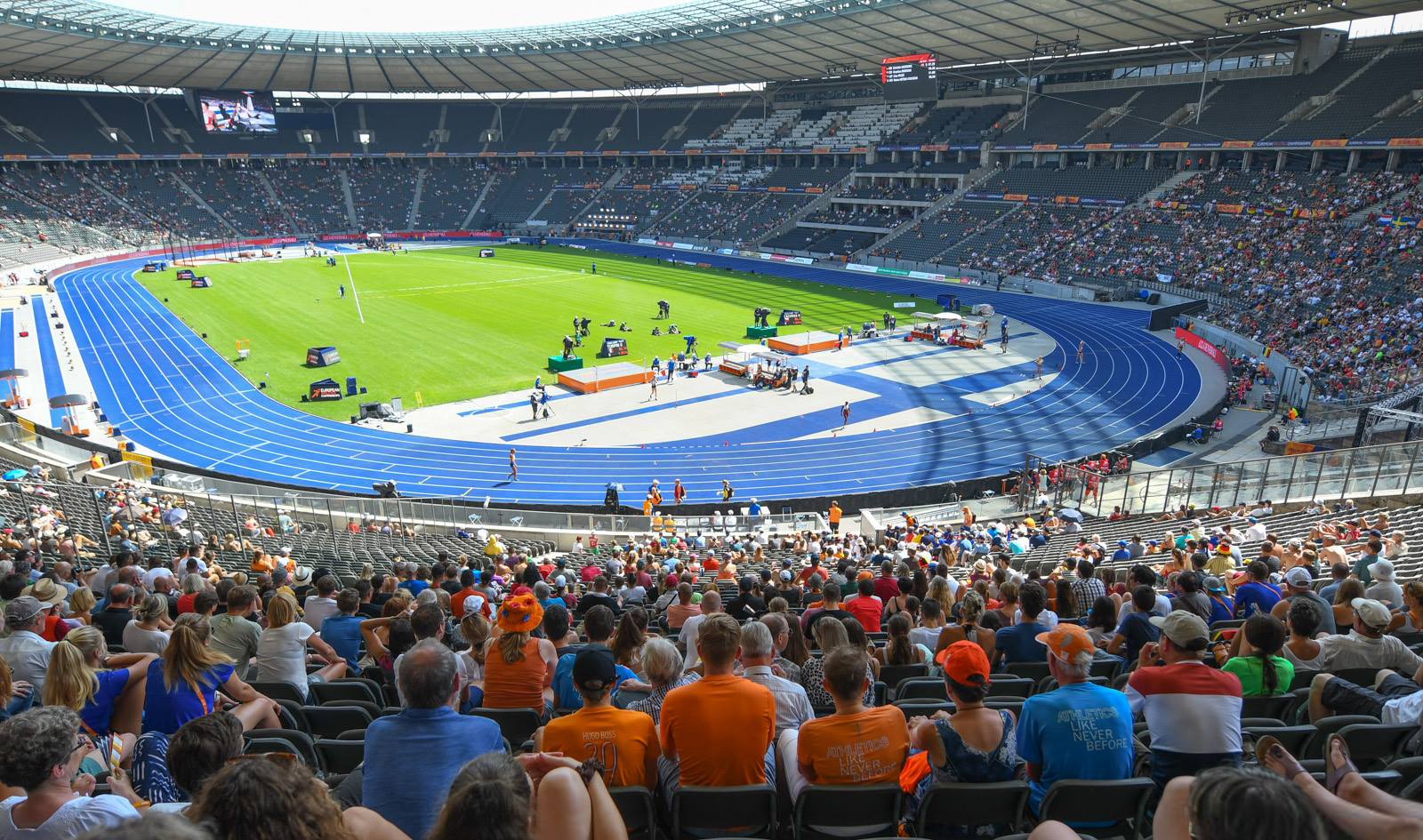
Das Berliner Olympiastadion am 9. August 2018

Der 800-Meter-Lauf der Frauen bei den Leichtathletik-Europameisterschaften 2018 fand am 7., 8. und 10. August im Olympiastadion in der deutschen Hauptstadt Berlin statt.
Europameisterin wurde Natalija Pryschtschepa aus der Ukraine. Die Französin Rénelle Lamote gewann Silber. Mit Olha Ljachowa errang eine zweite Ukrainerin die Bronzemedaille.

## Bestehende Rekorde
| Weltrekord           | 1:53,28 min | Jarmila Kratochvílová | München, BR Deutschland | 26. Juli 1983     |
| Europarekord         | 1:53,28 min | Jarmila Kratochvílová | München, BR Deutschland | 26. Juli 1983     |
| Meisterschaftsrekord | 1:55,41 min | Olga Minejewa         | EM Athen, Griechenland  | 8. September 1982 |

Der bereits seit 1982 bestehende EM-Rekord wurde auch bei diesen Europameisterschaften nicht erreicht. Die Rennen waren ausnahmslos auf eine Spurtentscheidung angelegt, sodass keine Topzeiten zustande kamen. Die schnellste Zeit erzielte die im Finale zweitplatzierte Französin Rénelle Lamote im zweiten Halbfinale mit 1:59,44 min, womit sie 4,03 s über dem Rekord blieb. Zum Welt- und Europarekord fehlten ihr 6,16 s.

## Legende
Kurze Übersicht zur Bedeutung der Symbolik – so üblicherweise auch in sonstigen Veröffentlichungen verwendet:
| PB  | Persönliche Bestleistung       |
| SB  | Persönliche Jahresbestleistung |
| DNS | nicht am Start (did not start) |
| DSQ | disqualifiziert                |
| IWR | Internationale Wettkampfregeln |
| TR  | Technische Regeln              |

## Vorläufe
Aus den vier Vorläufen qualifizierten sich die jeweils drei Ersten jedes Laufes – hellblau unterlegt – und zusätzlich die vier Zeitschnellsten – hellgrün unterlegt – für das Halbfinale.

### Vorlauf 1

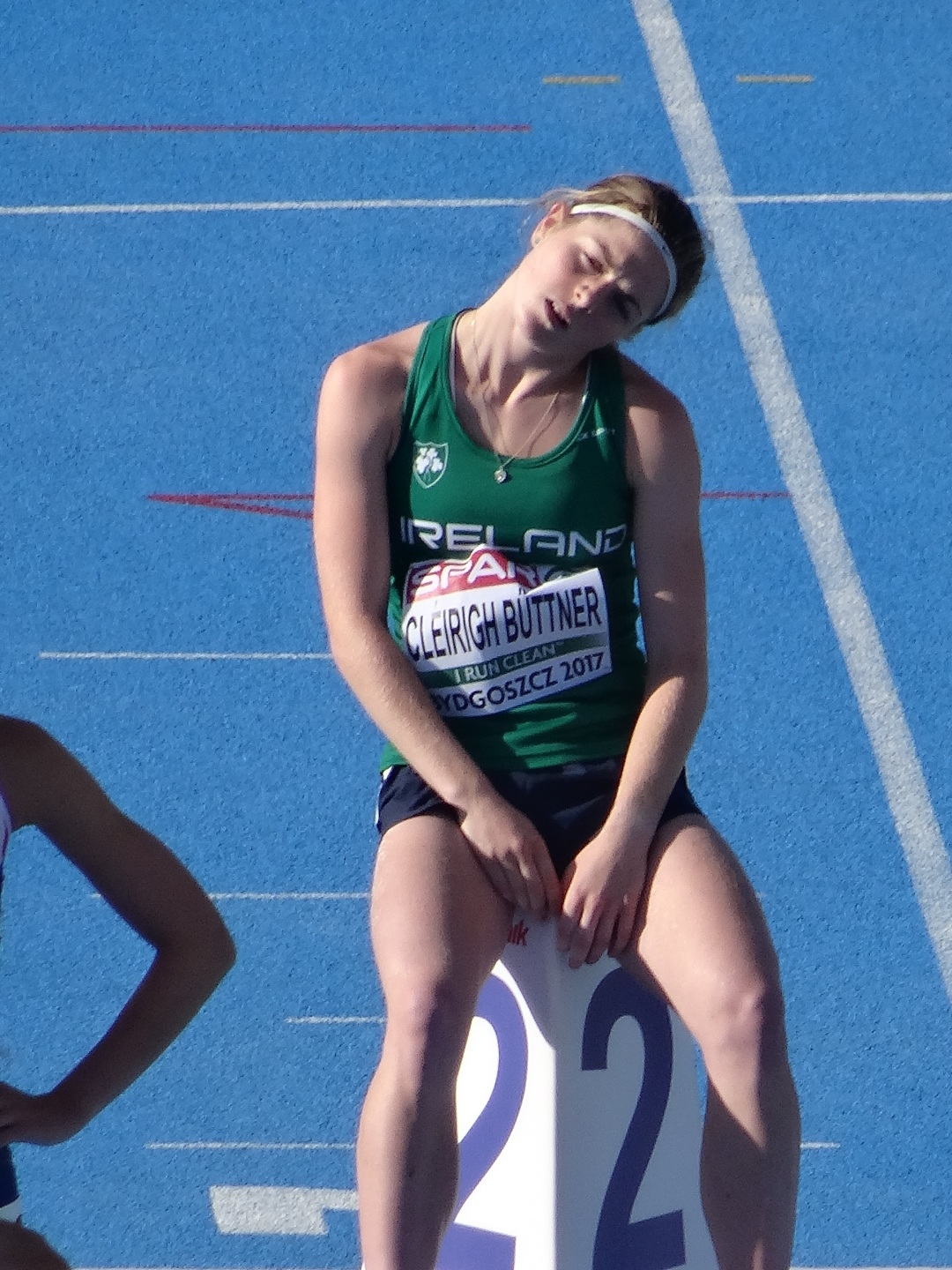
Síofra Cléirigh Büttner erreichte nach Platz sechs in ihrem Vorlauf nicht das Halbfinale

7. August 2018, 11:05 Uhr MESZ
| Platz | Bahn | Name                    | Land           | Zeit (min) |
| ----- | ---- | ----------------------- | -------------- | ---------- |
| 1     | 4    | Olha Ljachowa           | Ukraine        | 2:00,26 SB |
| 2     | 8    | Lynsey Sharp            | Großbritannien | 2:00,32    |
| 3     | 7    | Selina Büchel           | Schweiz        | 2:00,42 SB |
| 4     | 6    | Angelika Cichocka       | Polen          | 2:01,01 SB |
| 5     | 2    | Yusneysi Santiusti      | Italien        | 2:02,46    |
| 6     | 3    | Síofra Cléirigh Büttner | Irland         | 2:02,80    |
| 7     | 5    | Natalia Evangelidou     | Zypern         | 2:03,38    |
| 8     | 1    | Bianka Kéri             | Ungarn         | 2:03,44 SB |

### Vorlauf 2

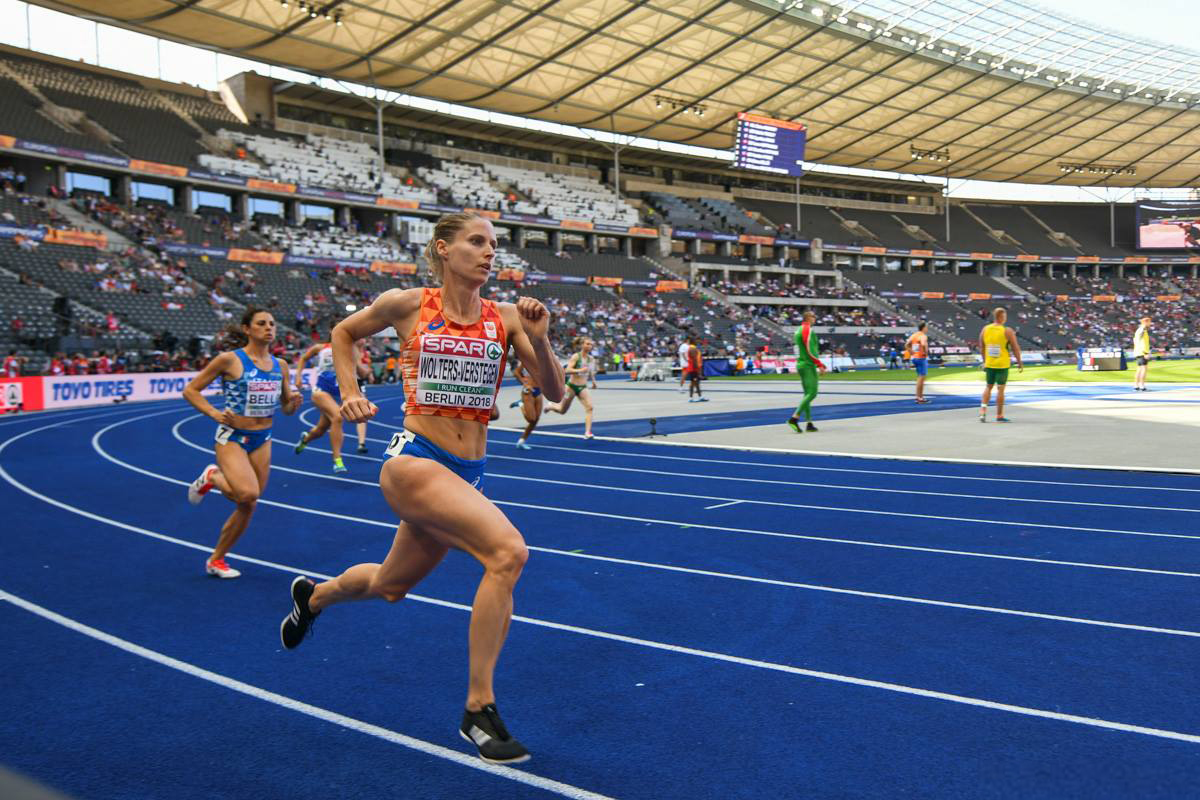
Zweiter Vorlauf: Elena Bellò (links), Sanne Wolters-Verstegen – beide ausgeschieden

7. August 2018, 11:11 Uhr MESZ
| Platz | Bahn | Name                    | Land           | Zeit (min) |
| ----- | ---- | ----------------------- | -------------- | ---------- |
| 1     | 2    | Adelle Tracey           | Großbritannien | 2:01,91    |
| 2     | 5    | Charline Mathias        | Luxemburg      | 2:02,08    |
| 3     | 4    | Lore Hoffmann           | Schweiz        | 2:02,23 PB |
| 4     | 3    | Cynthia Anaïs           | Frankreich     | 2:02,27    |
| 5     | 8    | Sanne Wolters-Verstegen | Niederlande    | 2:02,72    |
| 6     | 7    | Elena Bellò             | Italien        | 2:02,77    |
| 7     | 1    | Claire Mooney           | Irland         | 2:04,26    |
| DNS   | 6    | Hedda Hynne             | Norwegen       |            |

### Vorlauf 3

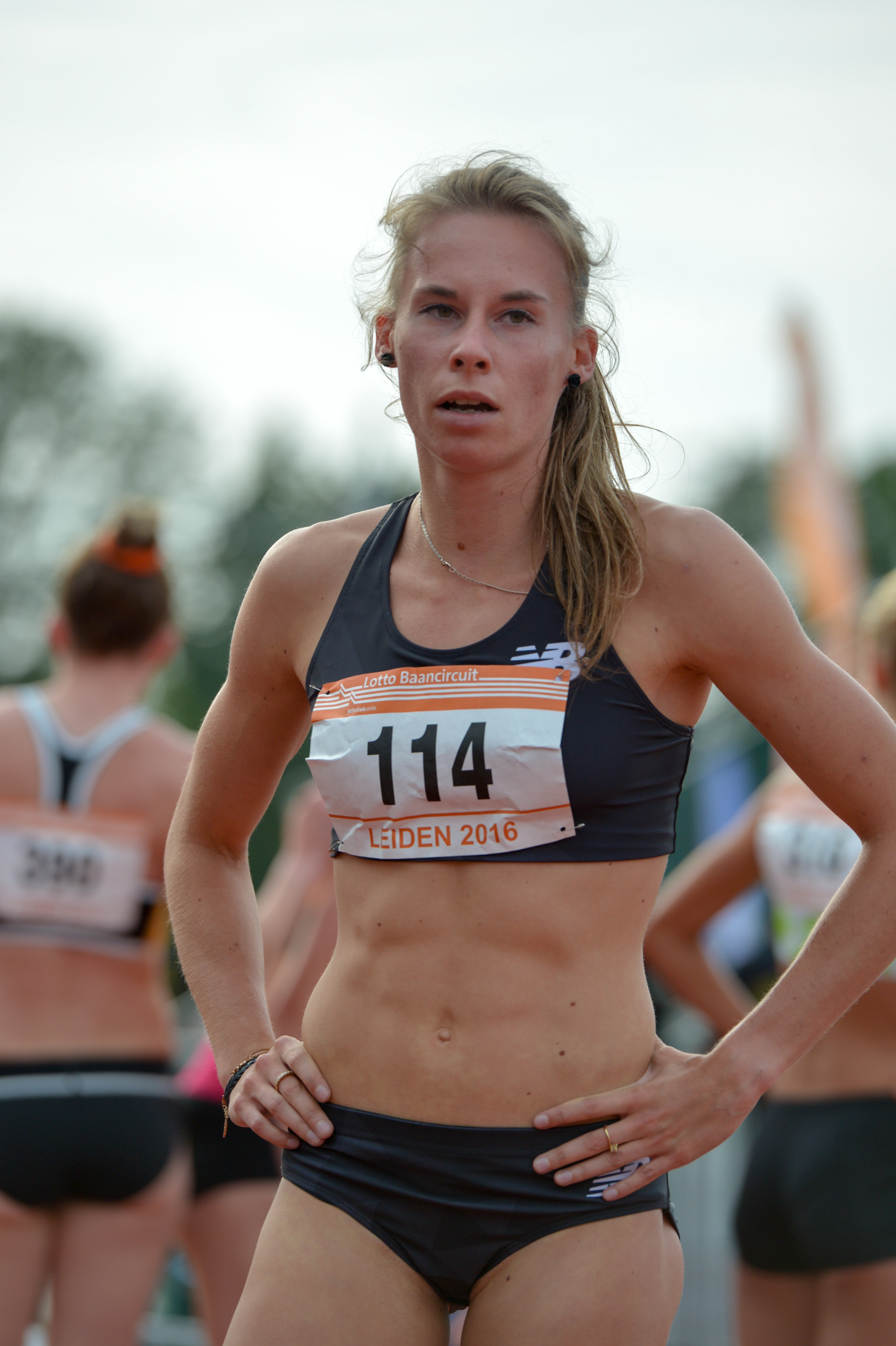
Als Achte ihres Vorlaufs hatte Renée Eykens keine Chance auf die Halbfinalqualifikation

7. August 2018, 11:23 Uhr MESZ
| Platz | Bahn | Name                   | Land           | Zeit (min) |
| ----- | ---- | ---------------------- | -------------- | ---------- |
| 1     | 3    | Natalija Pryschtschepa | Ukraine        | 2:04,07    |
| 2     | 1    | Shelayna Oskan-Clarke  | Großbritannien | 2:04,08    |
| 3     | 8    | Lovisa Lindh           | Schweden       | 2:04,28    |
| 4     | 7    | Claudia Saunders       | Frankreich     | 2:04,46    |
| 5     | 2    | Darja Baryssewitsch    | Belarus        | 2:04,65    |
| 6     | 5    | Līga Velvere           | Lettland       | 2:05,13    |
| 7     | 6    | Yngvild Elvemo         | Norwegen       | 2:05,79    |
| 8     | 4    | Renée Eykens           | Belgien        | 2:56,24    |

### Vorlauf 4

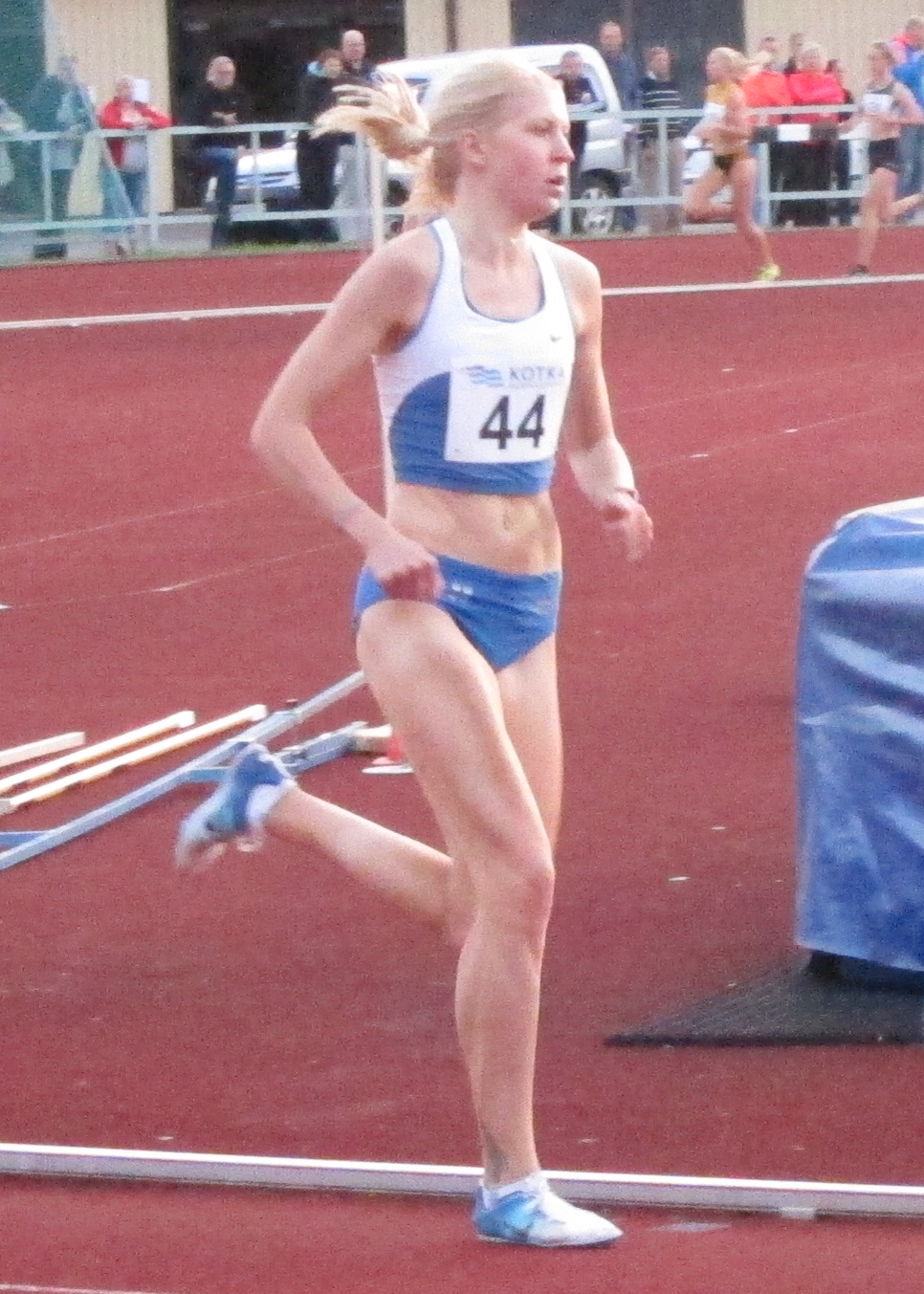
Sara Kuivisto – ausgeschieden als Achte des vierten Vorlaufs

7. August 2018, 11:17 Uhr MESZ
| Platz | Bahn | Name                | Land        | Zeit (min) |
| ----- | ---- | ------------------- | ----------- | ---------- |
| 1     | 3    | Hanna Hermansson    | Schweden    | 2:01,33    |
| 2     | 4    | Rénelle Lamote      | Frankreich  | 2:01,34    |
| 3     | 5    | Christina Hering    | Deutschland | 2:01,57    |
| 4     | 6    | Anna Sabat          | Polen       | 2:01,67    |
| 5     | 7    | Aníta Hinriksdóttir | Island      | 2:02,15    |
| 6     | 8    | Eglė Balčiūnaitė    | Litauen     | 2:02,18 SB |
| 7     | 2    | Gabriela Gajanová   | Slowakei    | 2:02,57    |
| 8     | 1    | Sara Kuivisto       | Finnland    | 2:02,62    |
| 9     | 8    | Gresa Bakraqi       | Kosovo      | 2:02,62    |

## Halbfinale
Aus den beiden Halbfinalläufen qualifizierten sich die jeweils drei Ersten jedes Laufes – hellblau unterlegt – und zusätzlich die beiden Zeitschnellsten – hellgrün unterlegt – für das Finale. Darüber erhielt die Schwedin Lovisa Lindh als neunte Athletin ein Startrecht für das Finale, da sie im Halbfinale von der Isländerin Aníta Hinriksdóttir aus der Bahn gedrängt worden war. Der schwedische Leichtathletik-Verband hatte zuvor Protest eingelegt. Aníta Hinriksdóttir, die sich nicht für das Finale qualifiziert hatte, wurde für ihr Fehlverhalten disqualifiziert.

### Lauf 1

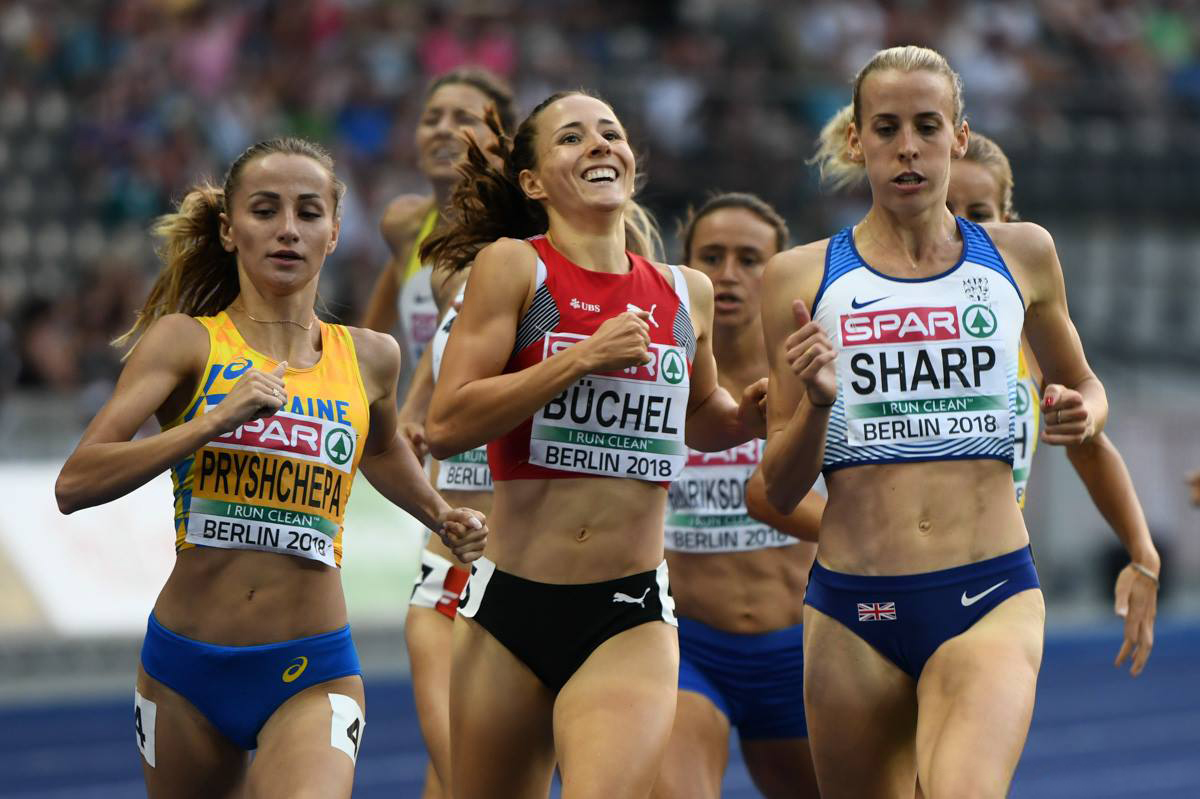
Zieleinlauf des ersten Halbfinales (v. l. n. r.): Natalija Pryschtschepa, Selina Büchel, Lynsey Sharp

8. August 2018, 19:55 Uhr MESZ
| Platz | Bahn | Name                   | Land           | Zeit (min)                                                       |
| ----- | ---- | ---------------------- | -------------- | ---------------------------------------------------------------- |
| 1     | 4    | Natalija Pryschtschepa | Ukraine        | 2:02,71                                                          |
| 2     | 3    | Lynsey Sharp           | Großbritannien | 2:02,73                                                          |
| 3     | 5    | Selina Büchel          | Schweiz        | 2:02,84                                                          |
| 4     | 7    | Angelika Cichocka      | Polen          | 2:03,14                                                          |
| 5     | 1    | Lovisa Lindh           | Schweden       | 2:03,25 erhielt nach einer Behinderung Startrecht für das Finale |
| 6     | 6    | Christina Hering       | Deutschland    | 2:04,04                                                          |
| 7     | 2    | Eglė Balčiūnaitė       | Litauen        | 2:04,60                                                          |
| DSQ   | 8    | Aníta Hinriksdóttir    | Island         | IWR 163, TR17.2 – Behinderung                                    |

### Lauf 2

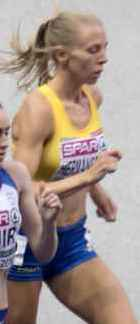
Hanna Hermansson verpasste das Finale nur um 0,05 s

8. August 2018, 20:02 Uhr MESZ
| Platz | Bahn | Name                  | Land           | Zeit (min) |
| ----- | ---- | --------------------- | -------------- | ---------- |
| 1     | 5    | Rénelle Lamote        | Frankreich     | 1:59,44    |
| 2     | 7    | Adelle Tracey         | Großbritannien | 1:59,86 PB |
| 3     | 8    | Anna Sabat            | Polen          | 2:00,32 PB |
| 4     | 6    | Shelayna Oskan-Clarke | Großbritannien | 2:00,39 SB |
| 5     | 4    | Olha Ljachowa         | Ukraine        | 2:00,47    |
| 6     | 1    | Hanna Hermansson      | Schweden       | 2:00,52 SB |
| 7     | 2    | Lore Hoffmann         | Schweiz        | 2:01,67 PB |
| 8     | 6    | Charline Mathias      | Luxemburg      | 2:02,01    |

## Finale
10. August 2018, 21:20 Uhr MESZ
| Platz | Bahn | Athletin               | Land           | Zeit (min) |
| ----- | ---- | ---------------------- | -------------- | ---------- |
|       | 7    | Natalija Pryschtschepa | Ukraine        | 2:00,38    |
|       | 6    | Rénelle Lamote         | Frankreich     | 2:00,62    |
|       | 8    | Olha Ljachowa          | Ukraine        | 2:00,79    |
| 4     | 4    | Adelle Tracey          | Großbritannien | 2:00,86    |
| 5     | 5    | Anna Sabat             | Polen          | 2:01,26    |
| 6     | 2    | Lynsey Sharp           | Großbritannien | 2:01,83    |
| 7     | 1    | Selina Büchel          | Schweiz        | 2:02,05    |
| 8     | 3    | Shelayna Oskan-Clarke  | Großbritannien | 2:02,26    |
| 9     | 8    | Lovisa Lindh           | Schweden       | 2:02,36 SB |

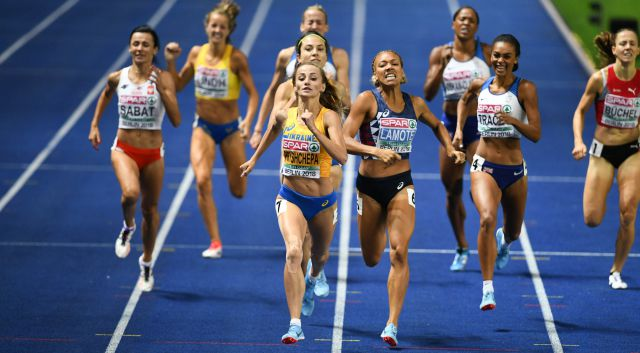
Die 800-Meter-Läuferinnen kurz vor dem Ziel

Zu den Favoritinnen gehörten auch wieder die Europameisterin von 2016 Natalija Pryschtschepa aus der Ukraine, die französische Vizeeuropameisterin von 2016 Rénelle Lamote, die Polin Angelika Cichocka – als WM-Sechste von 2017 beste Europäerin bei dieser Veranstaltung, die britische Olympiasechste von 2016 und WM-Achte von 2017 Lynsey Sharp, Shelayna Oskan-Clarke, ebenfalls aus Großbritannien, als WM-Fünfte von 2015 und damit beste Europäerin bei diesen Weltmeisterschaften. Cichocka hatte allerdings das Finale im ersten Halbfinallauf um einen Platz verpasst.
Auf den ersten vierhundert Metern führte Oskan-Clarke das Feld an. Das Tempo war nicht besonders hoch, die Zwischenzeit nach einer Runde betrug 59,25 Sekunden. Die neunköpfige Gruppe der Läuferinnen war hier noch dicht zusammen. Es waren diesmal nicht wie üblich acht, sondern neun Finalistinnen, weil die Schwedin Lovisa Lindh, EM-Dritte von 2016, im Halbfinale behindert worden war, und deshalb ein Sonderstartrecht erhalten hatte. Auf der Gegengerade setzte sich die Schweizerin Selina Büchel an die Spitze, Oskan-Clarke war Zweite, dahinter lag Lamote. Die anfangs weiter hinten laufende Titelverteidigerin Pryschtschepa verbesserte sich nun auf die vierte Position. Noch immer waren alle Läuferinnen dicht zusammen. Und es blieb eng bis zum Schluss. Auf den letzten hundert Metern setzte sich Natalija Pryschtschepa durch und verteidigte damit ihren Europameistertitel. Die Siegerzeit war mit 2:00,38 min nicht sonderlich schnell. Rénelle Lamote wurde wie schon vor zwei Jahren Vizeeuropameisterin. Ihr Rückstand auf die Siegerin betrug 24 Hundertstelsekunden. Bronze gewann weitere siebzehn Hundertstelsekunden zurück die Ukrainerin Olha Ljachowa. Die Britin Adelle Tracey belegte Rang vier, sie verpasste eine Medaille nur um sieben Hundertstelsekunden. Fünfte wurde die Polin Anna Sabat vor Linsey Sharp.

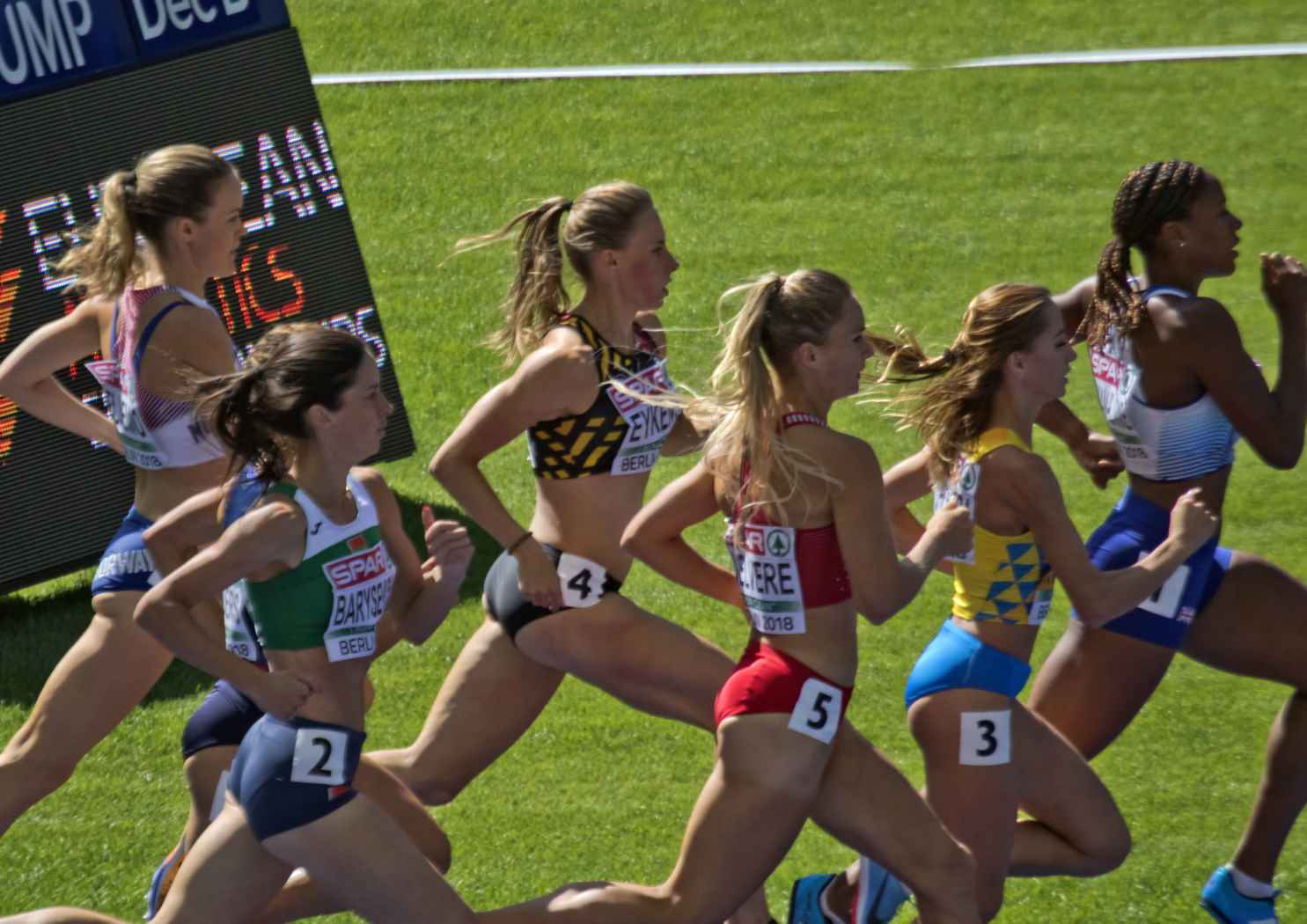
Das Feld der 800-Meter-Läuferinnen
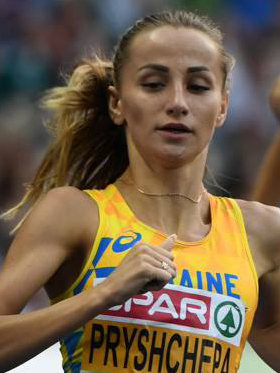
Europameisterin Natalija Pryschtschepa
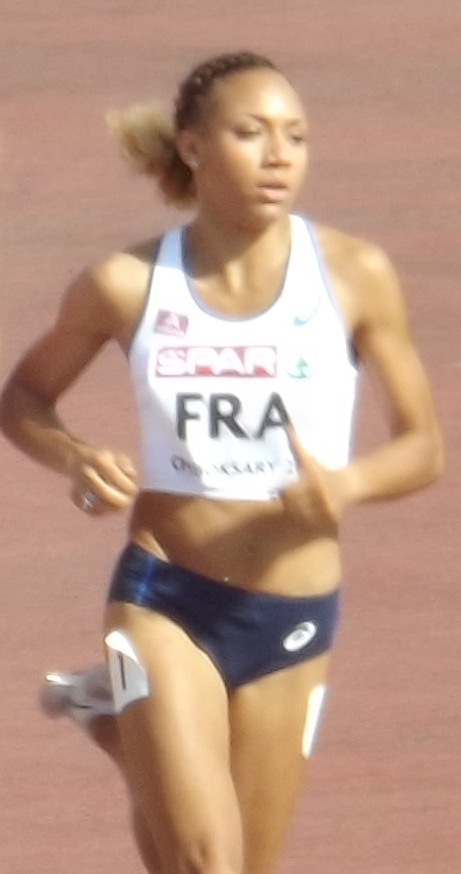
Vizeeuropameisterin Rénelle Lamote

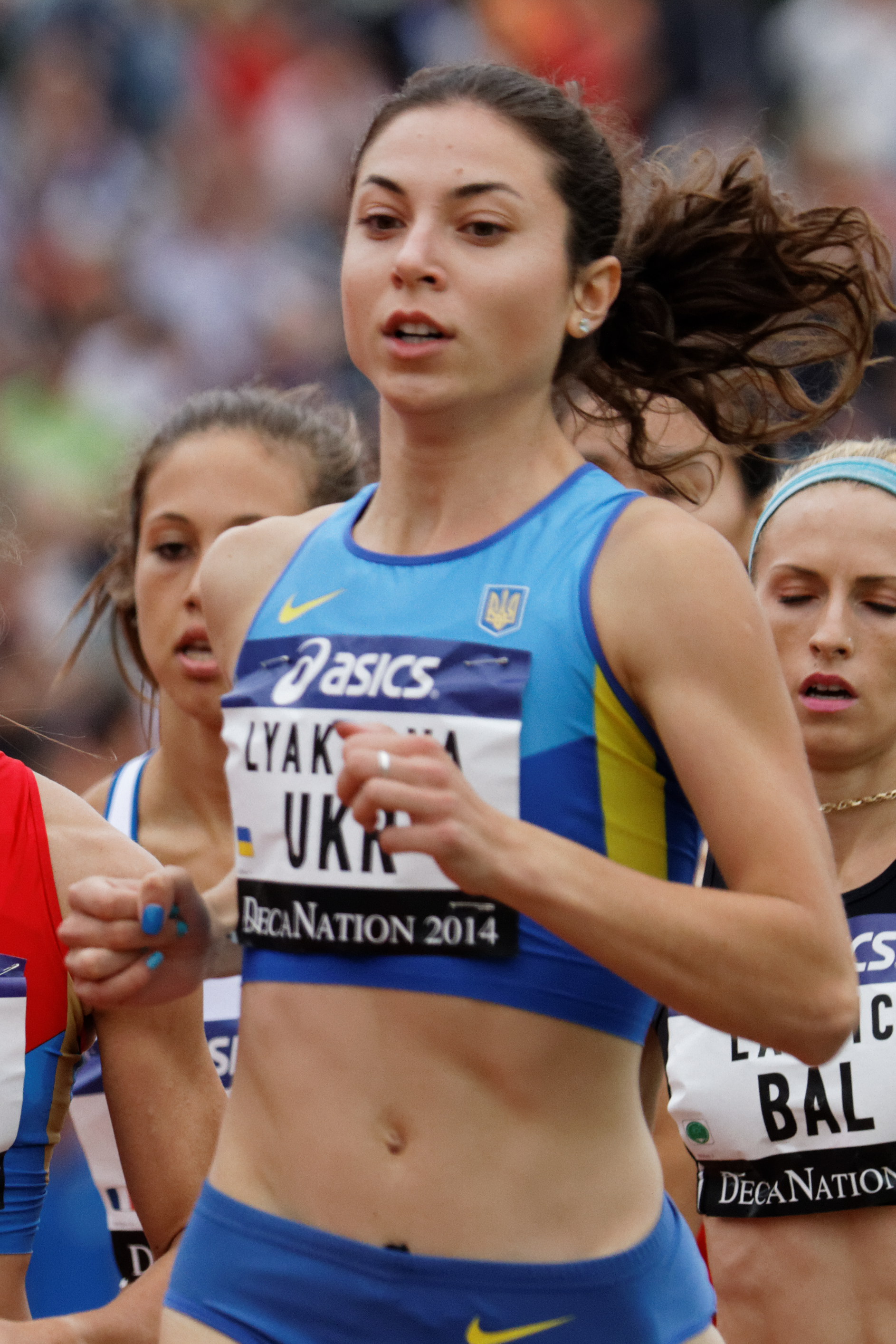
Bronzemedaillengewinnerin Olha Ljachowa
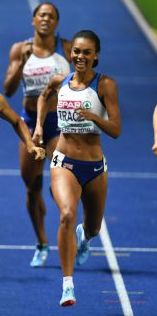
Rang vier für Adelle Tracey
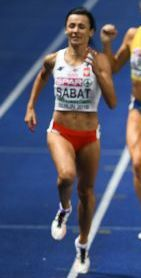
Anna Sabat kam auf den fünften Platz
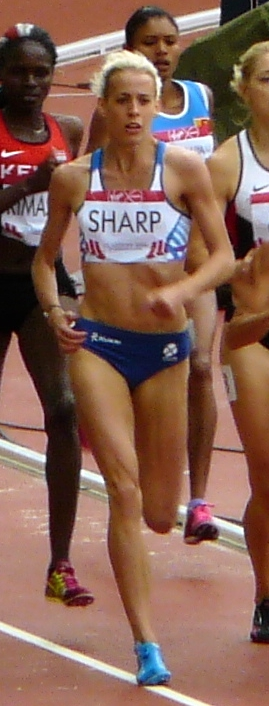
Lynsey Sharp belegte Rang sechs

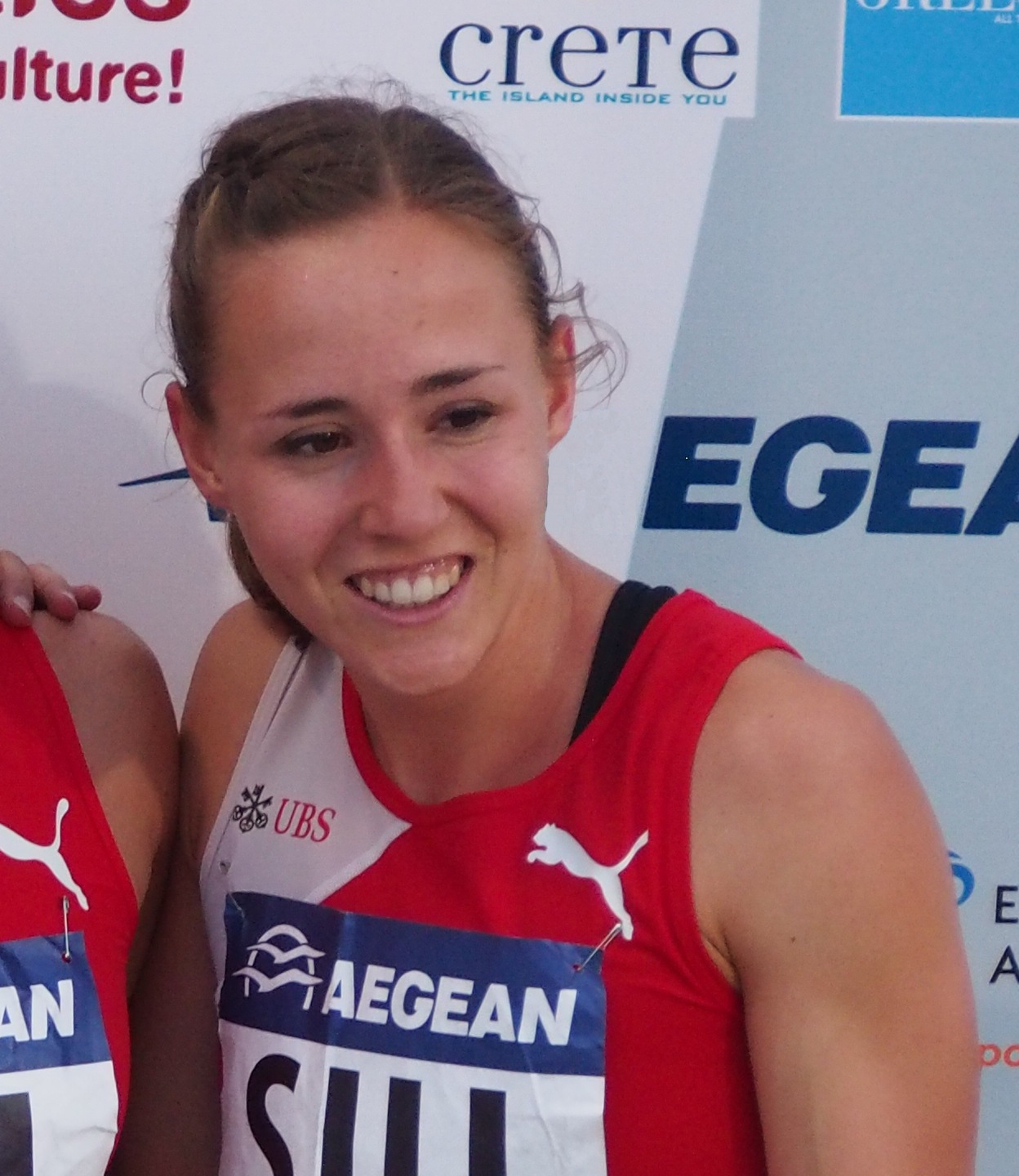
Selina Büchel wurde Siebte
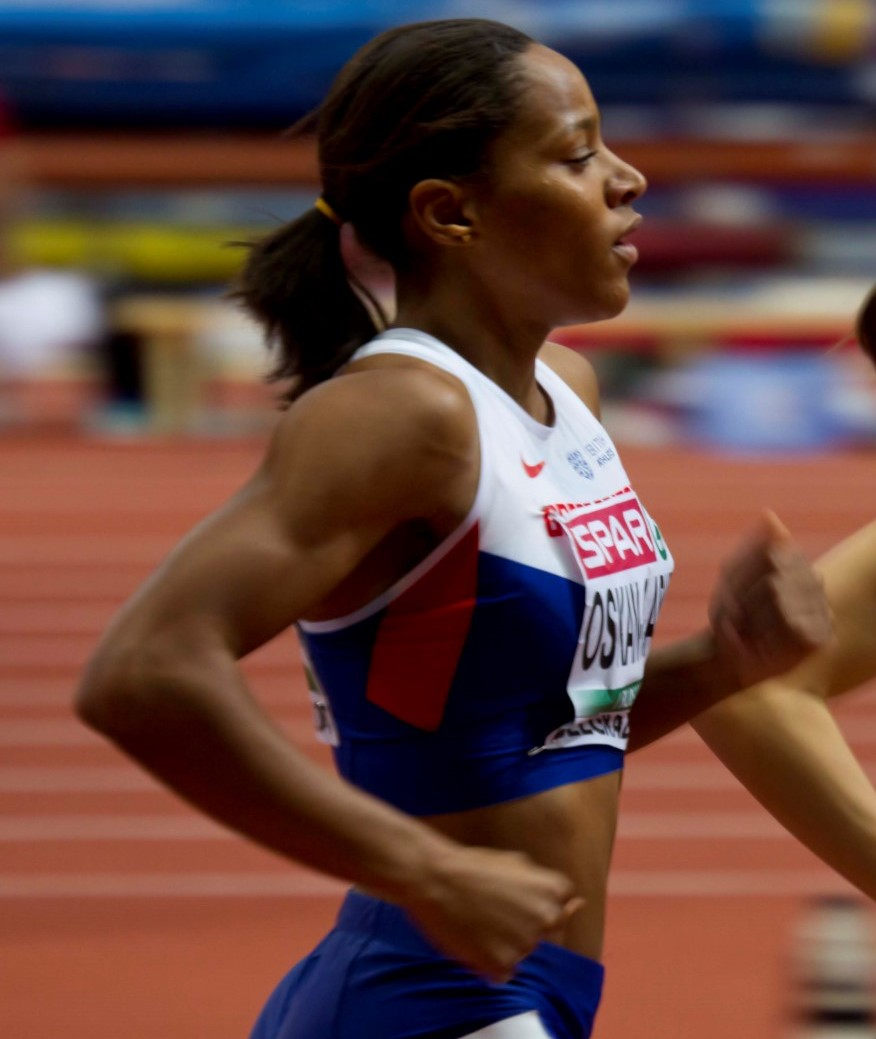
Shelayna Oskan-Clarke erreichte den achten Rang
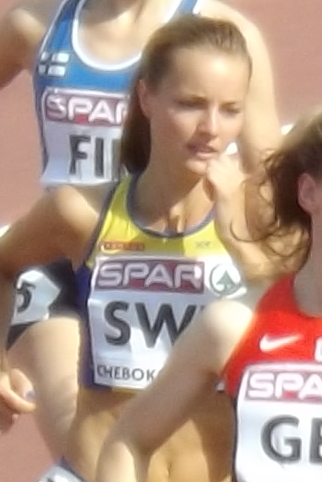
Lovisa Lindh kam auf den neunten Platz